# Homosexualität in Osttimor

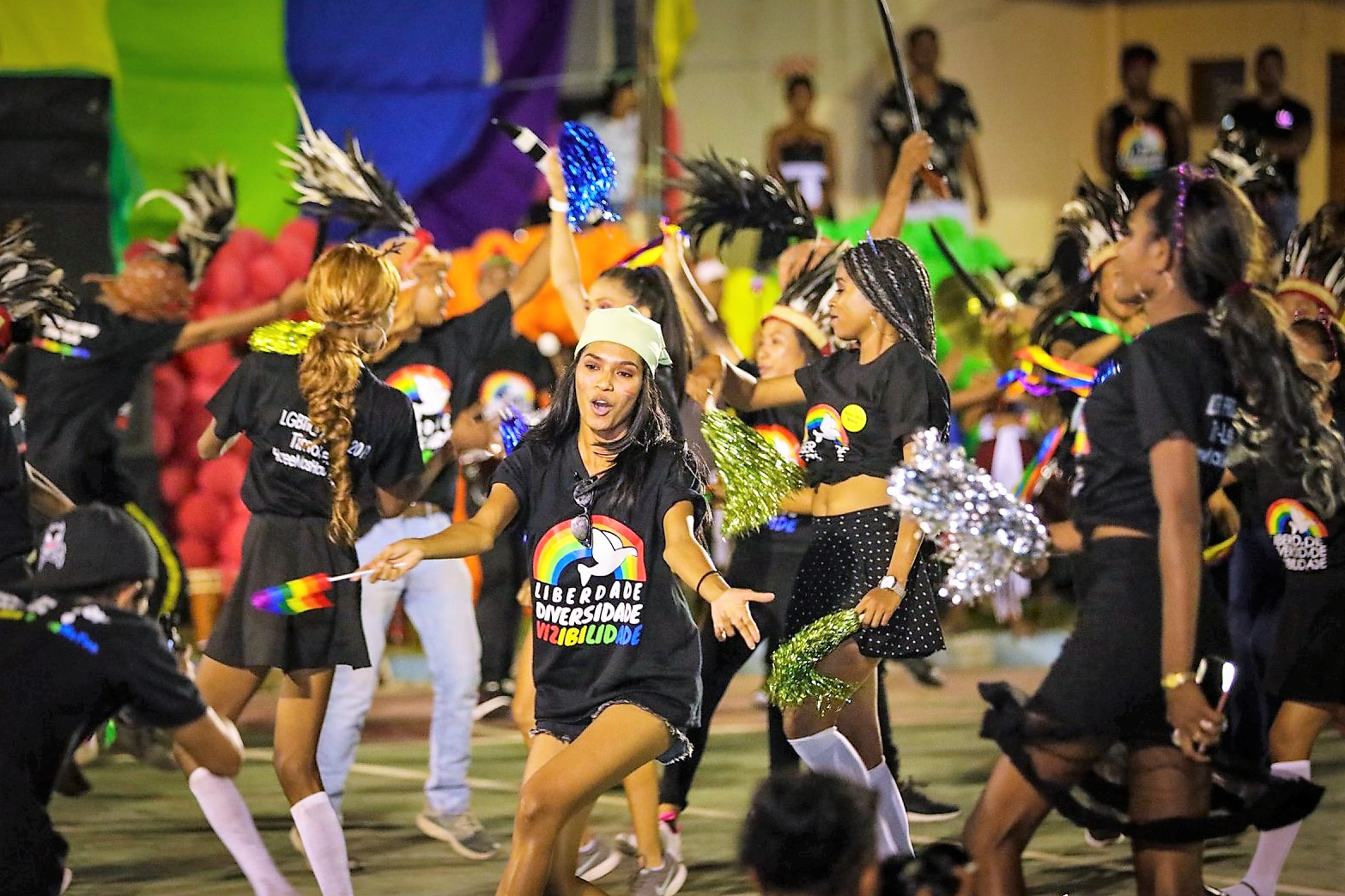
Pride March (Marsa Diversidade) 2019 in Dili

Homosexualität ist in Osttimor legal.

## Gesellschaftliche Akzeptanz

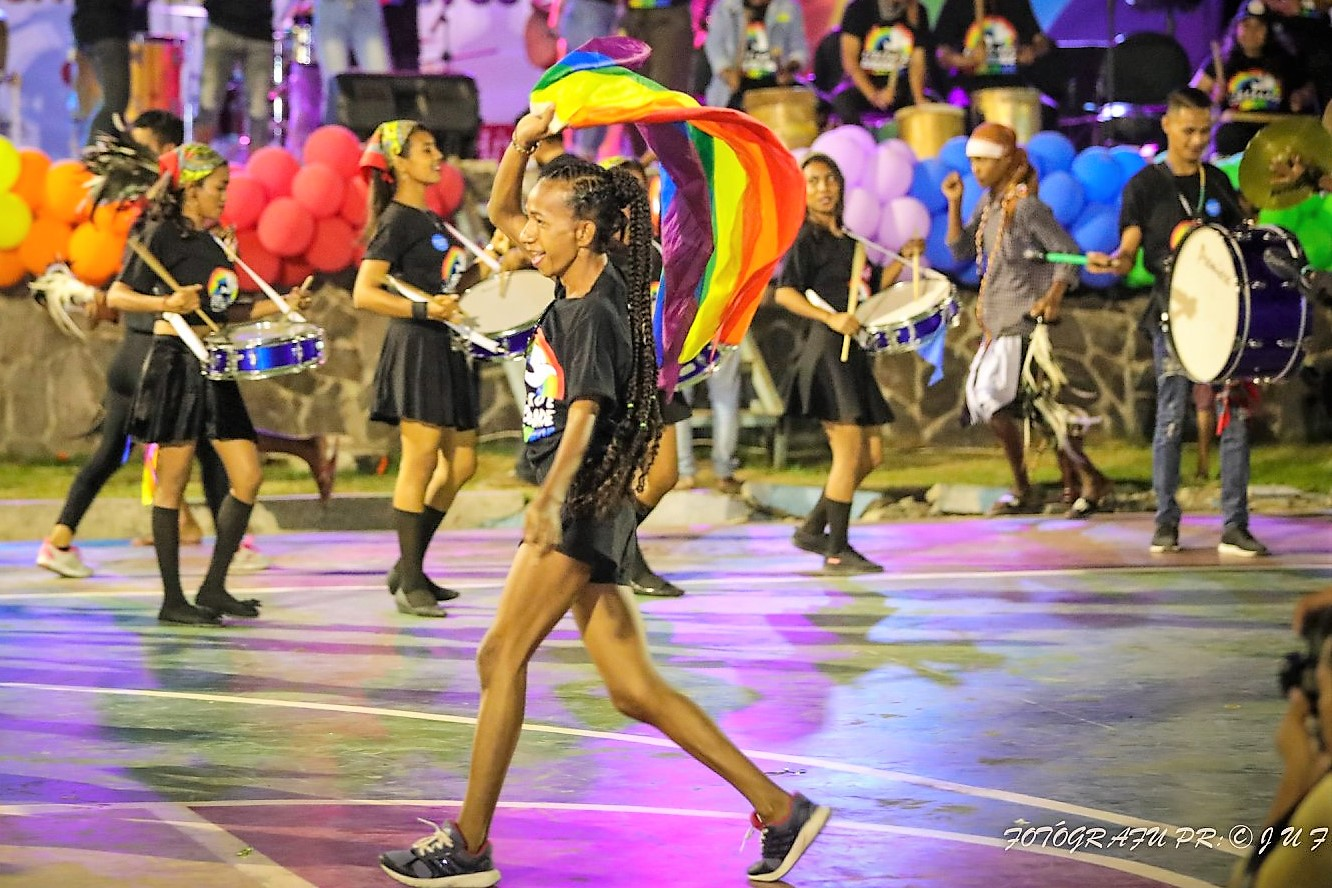
Pride March 2019 in Dili

Diskriminierung aufgrund der sexuellen Orientierung ist gesetzlich verboten, nicht aber in der Verfassung verankert. In der Verfassunggebenden Versammlung sprachen sich 52 Abgeordnete gegen die Aufnahme der „sexuellen Orientierung“ als Punkt, weswegen man nicht diskriminiert werden darf, aus und nur 13 dafür. 14 enthielten sich.
In der Gesellschaft sind sexuelle Orientierung oder Gender keine großen Themen, doch sind Diskriminierung und Stigmatisierung alltäglich. Dazu gehören Mobbing in der Schule, körperliche Misshandlungen und Vertreibung aus dem Haus. Polizei, Justiz und Behörden würden solche Verbrechen oft ignorieren, kritisieren LBGTI-Aktivisten. Das Thema „gleichgeschlechtliche Ehe“ ist nur ein Fernziel.
Anlässlich des ersten Pride Day in Osttimor im Juni 2017 verurteilte Osttimors Premierminister Rui Maria de Araújo Diskriminierungen und Gewalt gegen die Mitglieder der LGBT-Gemeinschaft, auch aus ihren Familien, und betonte ihren „wichtigen Beitrag zur Entwicklung des Landes“. Er ist der erste Regierungschef Südostasiens, der sich für eine Unterstützung Homosexueller aussprach. Beim Pride March nahmen etwa 500 Menschen teil. Bereits 2016 hatte es eine Konferenz zum Thema LGBTQ gegeben.
Der ehemalige Staatspräsident und Unabhängigkeitsheld Xanana Gusmão trat zur Unterstützung in einem 15-minütigen Video auf, das die Jugendorganisation Hatutan Youth über bekannte LBGTI-Personen gedreht hat. Das Video soll den Mangel an Literatur in den Landessprachen Tetum und Portugiesisch ausgleichen.

## Organisationen

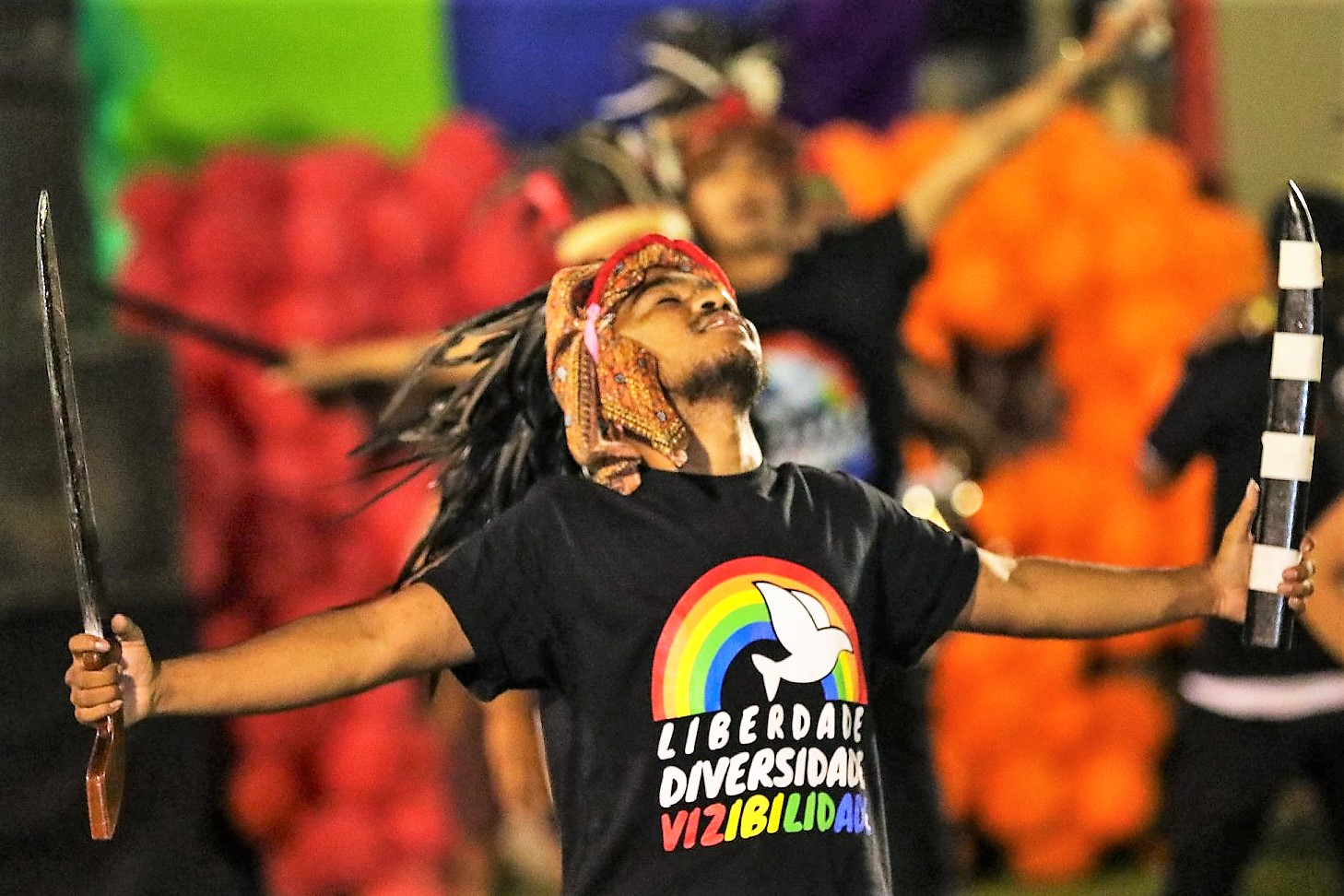
Pride March 2019 in Dili

Der Timor-Leste LBGTI Pride Day wird vom Hatutan-Netzwerk organisiert, in dem mehrere Gruppen organisiert sind.
Es existieren einige LGBT-Organisationen, so CODIVA (Coalition on Diversity and Action) und Arcoiris (portugiesisch Regenbogen) von Iram Saeed und Bella Galhos. Eine weitere ist die Fundasaun Timor Hari’i (FTH), die Untersuchungen und Aufklärungsarbeit zu sexuell übertragbaren Erkrankungen anbietet. Die Mitglieder sind Transgender und homosexuelle Männer, die ehrenamtlich arbeiten. Hier ist AIDS ein Kernthema. Die Ansteckungsgefahr in der Queer-Community ist hoch. 107 Transgender und homosexuelle Männer lassen sich alle drei Monate von der FTH testen. Unterstützung kommt von Ärzten des Gesundheitsministeriums. Außerdem gibt es Selbsthilfegruppen, wie Casa de Rosa für Transgender und Gay Amor für homosexuelle Männer und Transgender in Dili. Weitere haben sich in Baucau, Maliana und Oecusse organisiert. Insgesamt haben diese fünf Gruppen 300 Mitglieder (Zahlen von 2014).

## Ereignisse

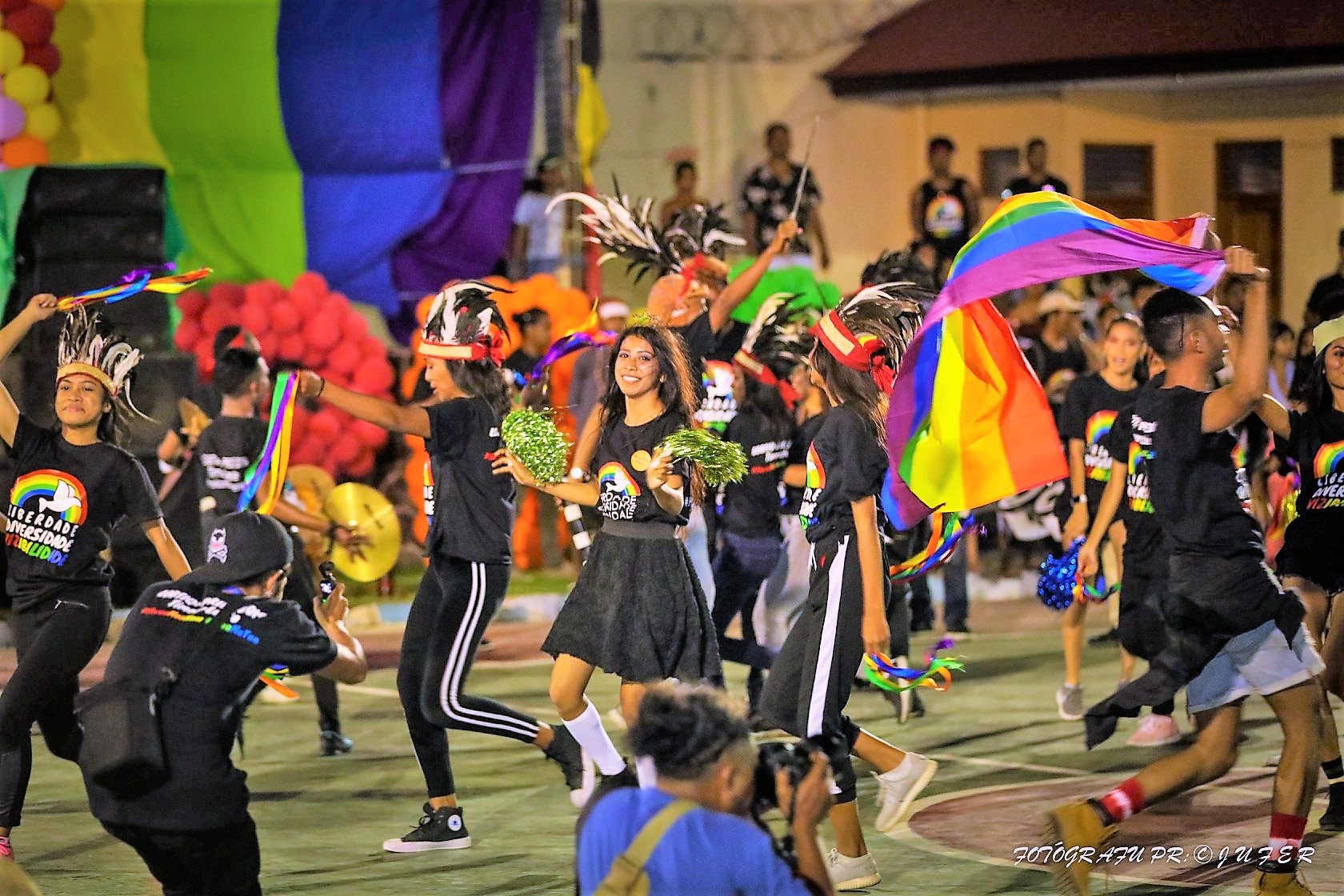
Pride March 2019 in Dili

Am 28./29. Juni 2017 fand der erste Timor-Leste LBGTI Pride Day statt mit der ersten Pride-Parade in Osttimors Landeshauptstadt Dili am zweiten Tag. Mehrere hundert Menschen nahmen teil. Eine katholische Nonne, die eine Schutzunterkunft für bedrohte Personen betreibt, inklusive LBGTI-Personen, sprach zu Beginn ein Gebet. Das Ende markierte ein großes Konzert. Am 20. Juli 2018 fand der zweite „Marsa Diversidade“ statt, 2019 am 12. Juli. Der dritte Marsch ging vom Außenministerium im Stadtteil Fatuhada bis zum Staatssekretariat für Jugend und Sport in Bidau Lecidere. Der Marsch wurde zu einem großen Familienfest mit Tausenden Besuchern.
Bella Galhos ist Mitglied der Partidu Libertasaun Popular (PLP), die von Taur Matan Ruak geführt wird. Am 15. Juni 2018 erklärte sie, man habe ihr parteiintern mitgeteilt, dass sie als Mitglied für die neue Regierung Osttimors nicht berücksichtigt werden könne. Begründet wurde dies damit, dass sie als öffentlich sich bekennende Lesbe „moralisch nicht akzeptabel“ sei. Galhos gab an, sie sei als Staatssekretärin für Tourismus, Jugend und Sport, Berufsbildung und Beschäftigungspolitik oder Gleichstellung der Geschlechter im Gespräch gewesen. Fidelis Magalhães, einer der Führer der PLP betonte, Galhos sei trotzdem „ein wertvolles Parteimitglied“. Als Grund für die Nichtberufung, erklärte Magalhães, könne die sexuelle Orientierung eine Rolle gespielt haben. Die Entscheidung trafen aber die drei Parteiführer der Regierungskoalition Aliança para Mudança e Progresso (AMP).